# Fleury De Lannoy
Pour les articles homonymes, voir Lannoy (homonymie).
Pour les autres membres de la famille, voir Maison de Lannoy.
Le chanoine Fleury De Lannoy est un historien belge et prêtre catholique, né à Tournai le 19 mars 1876 et mort à Bruxelles le 20 mars 1950.

## Jeunesse et formation (jusqu'en 1903)
On aura noté que le prénom usuel (Fleury) de cet historien était son troisième prénom, sur un état-civil qui en comptait quatre. Fleury De Lannoy grandit à Louvain (Leuven) où il mène ses études secondaires (chez les Joséphites puis au Collège Saint-Pierre). Il reçoit sa formation supérieure au Grand Séminaire de Malines (1896-1899) et à l'Université catholique de Louvain (1899-1903), où il obtient un doctorat en sciences politiques et diplomatiques. Il est ordonné prêtre le 23 septembre 1899, au seuil donc de ses études universitaires.

## Parcours à l'Institut Saint-Louis (1902-1950)
L'abbé De Lannoy sera nommé professeur à l'Institut Saint-Louis de Bruxelles le 30 août 1902. Il y enseigne la littérature française à l'École supérieure de commerce (devenue l'ISC Saint-Louis) jusqu'en 1906 et l'histoire et la géographie en section d'humanités (école secondaire). En 1908, il est nommé à la Faculté de philosophie et lettres de l'Institut (actuelle Université Saint-Louis - Bruxelles), pour assurer le cours d'histoire de Belgique, tout en cumulant cette fonction avec ses cours dans le secondaire. En 1910 enfin, il passe entièrement à la Faculté, assurant désormais en outre les cours d'histoire du Moyen Âge, des temps modernes et des temps contemporains. S'y ajoutent encore après la Première Guerre mondiale des cours de spécialité destinés aux seuls historiens. Il concentre ainsi tout l'enseignement de l'histoire, à l'exclusion de l'Antiquité. Par le moyen d'un séminaire officieux, extracuriculaire, dénommé le cercle d'histoire, De Lannoy permettait à ses étudiants de mener un travail de recherche et de réflexion et d'en exposer les résultats. Il a animé ce dispositif pédagogique informel, fondé en 1906 par son prédécesseur, de 1910 à 1940, avec une interruption durant la Première Guerre mondiale. Le 12 janvier 1926, il reçut le titre de chanoine. Renversé par une voiture la même année, il en sera diminué physiquement, s'aidant désormais d'une canne pour marcher et, à partir de 1928, il sera assisté par l'abbé Jean Schoonjans pour les exercices d'histoire. En 1942, il cède une partie de sa charge à l'abbé (futur monseigneur) Aloïs Simon, et abandonne l'ensemble de ses cours en 1949. Il reste toutefois Doyen de la faculté de philosophie, arts et lettres des Facultés universitaires Saint-Louis jusqu'à sa mort.

## Activités durant la Grande Guerre (1914-1918)
Durant la Première Guerre mondiale, la Faculté est fermée mais le reste de l'Institut continue de fonctionner. L'abbé De Lannoy reprend des heures de cours en humanités. Il participe également à des actions de résistance: passage d'étudiants vers le front via la Hollande, diffusion de La Libre Belgique clandestine. Il passe en France en 1917 et termine la guerre comme aumônier d'un hôpital.

## Travaux et publications du chanoine De Lannoy
Les travaux de Fleury De Lannoy ont essentiellement porté sur l'histoire diplomatique de la Belgique au XIXe siècle. Sa thèse sur Les Origines diplomatiques de l'indépendance belge reste un classique du genre, publié en 1903, et complété en 1948 pour offrir un panorama de l'Histoire diplomatique de l'indépendance belge 1830-1839. Il a participé à des congrès et publié divers articles sur ces questions et sur les problèmes d'actualité connexes, souvent dans des périodiques intellectuels généraux issus du monde catholique comme la Revue générale ou la Revue catholique des idées et des faits,.

### Sources primaires (documents d'époque)
On trouvera dans l'Annuaire officiel du clergé de l'archidiocèse de Malines, année par année, le détail des nominations et de l'évolution de la carrière, professorale et ecclésiastique du chanoine De Lannoy.
Voir en outre:
- Institut Saint-Louis, Bruxelles. Liber memorialis, 75e anniversaire, 1858-1933, s.l.n.d. [Bruxelles, 1933], 123 p. et pl. h.-t.
- Aloïs Simon, Le chanoine De Lannoy, dans Revue de Saint-Louis, 4e série, 3e année, avril 1950, p. 162-166.

### Études sur le chanoine De Lannoy
- Dictionnaire des Belges, Bruxelles, Paul Legrain, 1981, p. 136.

- Gaston Braive, Histoire des Facultés universitaires Saint-Louis, des origines à 1918, Bruxelles, 1985, p.334-338.
- Gaston Braive, « Le Cercle d’histoire du chanoine De Lannoy », Bulletin d'information [des] Facultés universitaires Saint-Louis, no 27,‎ juillet 1988, p.13-16.